# Allotinus mendava
Allotinus mendava är en fjärilsart som beskrevs av Riley 1945. Allotinus mendava ingår i släktet Allotinus och familjen juvelvingar. Inga underarter finns listade i Catalogue of Life.